# Antoine-Denis Chaudet

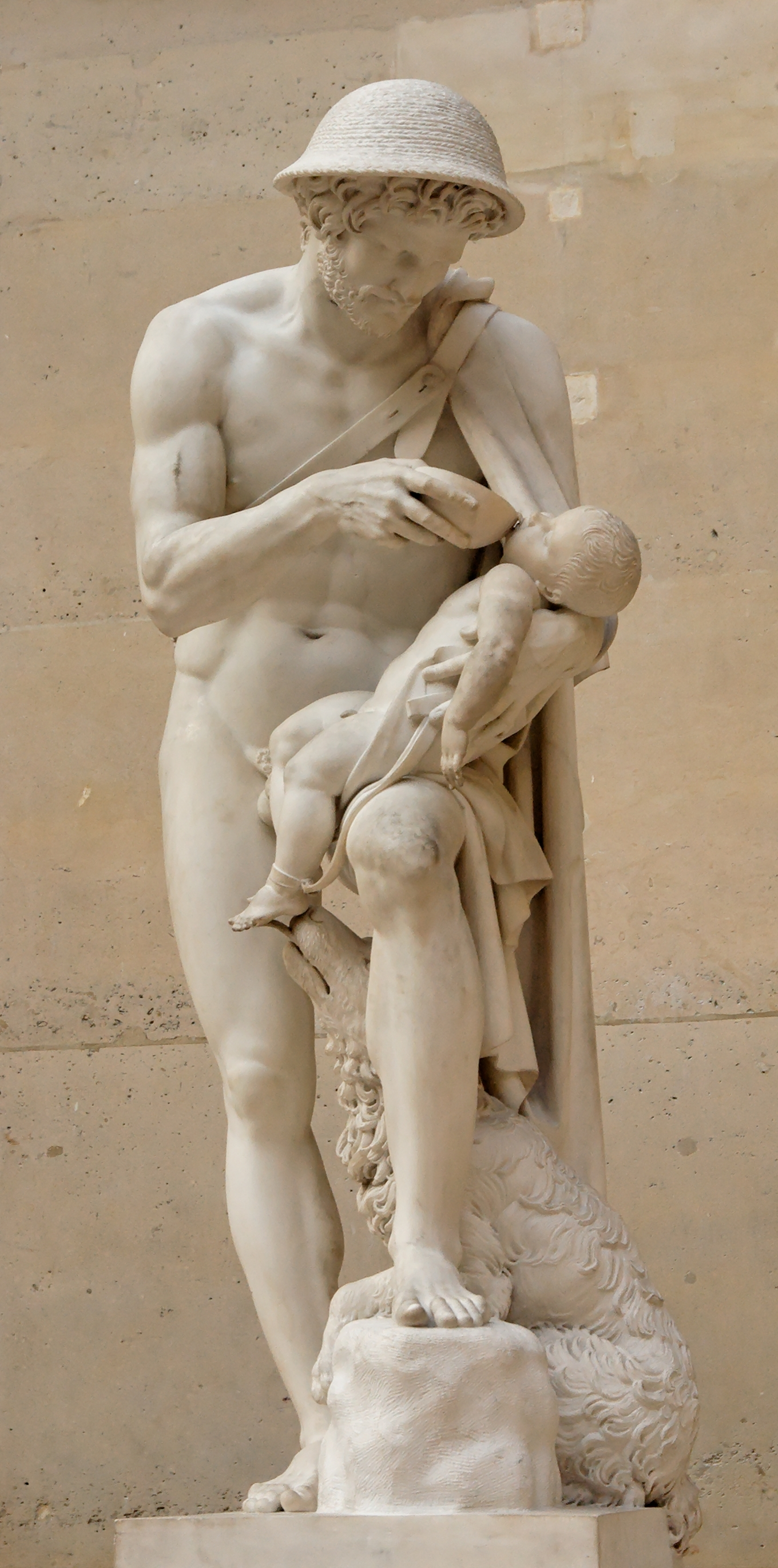
Edipo niño vuelto a la vida por el pastor Forbas, quien lo rescató de un árbol en Citerón.

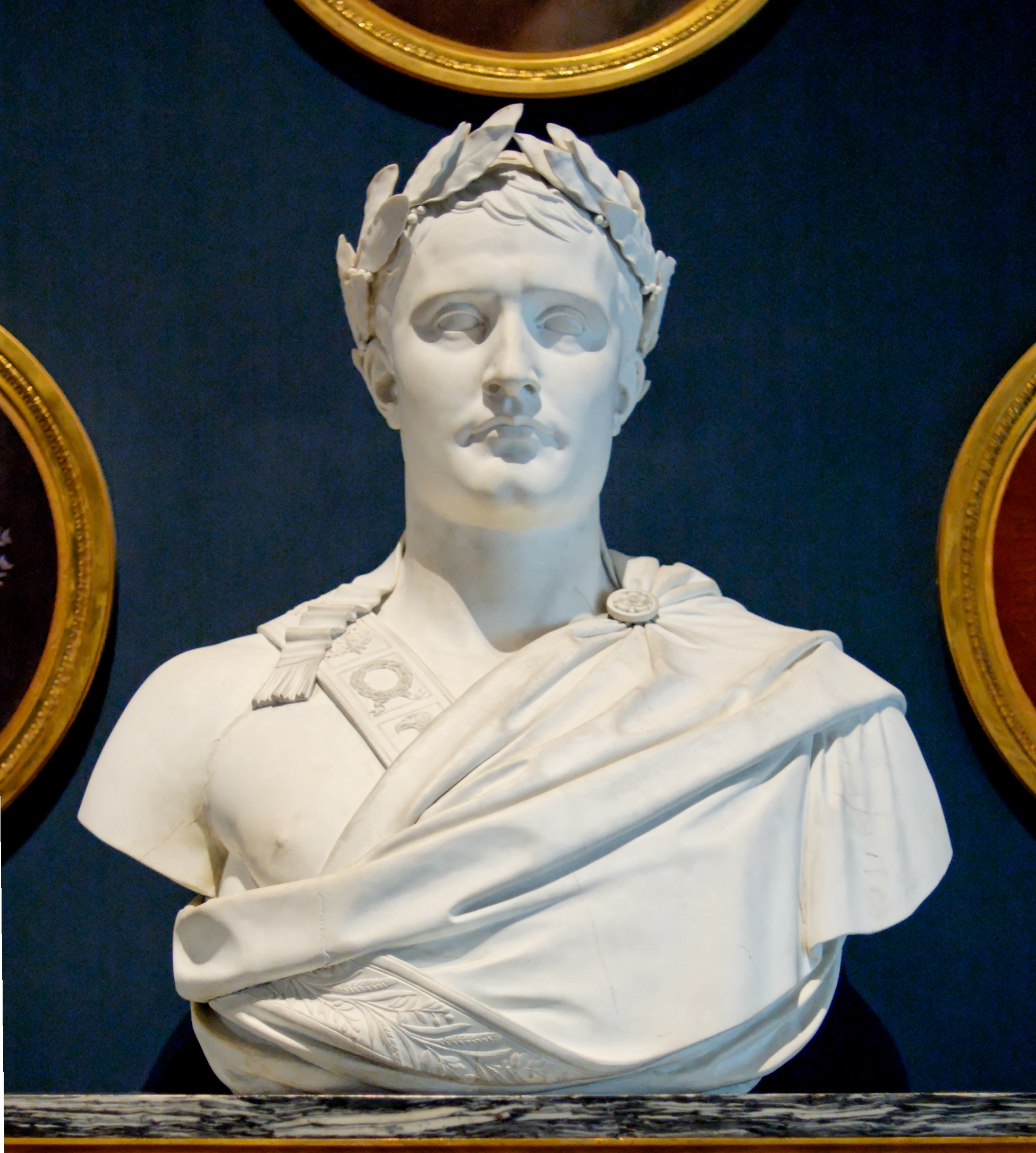
Busto de Napoleón del Louvre.

Antoine-Denis Chaudet, escultor y pintor francés de estilo neoclásico, nacido en París en 1763 y fallecido en esta misma ciudad en 1810.

## Biografía
Alumno de Jean-Baptiste Stouf y de Étienne Gois padre, recibe el Primer gran Premio de Roma de escultura en 1784, con la obra José vendido por sus hermanos, y parte a la Academia de Francia en Roma . Allí permanecerá durante cuatro años. A su regreso, en 1789, es admitido en la Académie royale de peinture et de sculpture. En 1805, es nombrado miembro del Institut. 
Su estatua de Napoleón imperator erigida en 1810 en París coronando la colomna de la Gran Armada, en la plaza Vendôme, fue reemplazada en 1863 por una figura de Auguste Dumont.

## Obras

### Esculturas
- José vendido por sus hermanos, (1784), bajo relieve.
- L'Émulation de la gloire (1801), grupo, París, peristilo del Panteón de París
- Retrato de Napoleón (1811), busto, biscuit de la manufactura de Sèvres
- Cupido y la mariposa, en asociación con Pierre Cartellier, París, (1817)museo del Louvre
- Edipo y Forbante, (1799), expuesta en el Salón de 1801 en París, fue completada por Pierre Cartellier (1757–1831) y Charles Dupaty (1771–1825) tras la muerte de Chaudet. París, museo del Louvre
- Paz (c. 1800 - 1810)
- Bustos del Emperador Napoleón y de la Emperatriz Josefina. (expuestos en 1811)
- Jacques François Dugommier, estatua
- Lamoignon de Malesherbes, busto, París, museo del Louvre
- Busto de Napoleón en el Museo Napoleón-Fontainebleau[1]

### Pinturas
- Eneas y Anquises